# Mecz piłkarski Bahrajn – Togo (2010)
Mecz piłkarski Bahrajn – Togo – mecz piłki nożnej, który miał miejsce pomiędzy drużynami Bahrajnu i Togo. Spotkanie odbyło się 7 września 2010 roku na stadionie Malab al-Bahrajn al-watani w Ar-Rifa i zakończyło się zwycięstwem Bahrajnu 3:0. Po meczu okazało się, że drużyna Togo nie składała się z reprezentantów, a amatorów i została wysłana bez wiedzy togijskiej federacji, a mecz był przedmiotem procederu korupcyjnego.

## Tło

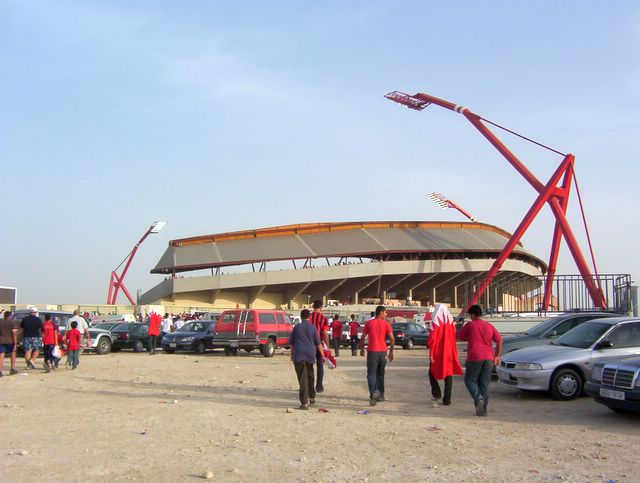
Stadion Malab al-Bahrajn al-watani

Reprezentacja Bahrajnu na sierpień 2010 zajmowała w rankingu FIFA 68. miejsce, a Reprezentacja Togo – 75. Togo cztery lata wcześniej po raz pierwszy uczestniczyło w mistrzostwach świata, odpadając w fazie grupowej (1:2 z Koreą Południową oraz 0:2 ze Szwajcarią i z Francją).
Na wrzesień 2010 Bahrajn zaplanował trzy mecze towarzyskie przed meczami z Irakiem i Omanem w ramach Pucharu Azji Zachodniej. Trzecim zakontraktowanym rywalem, obok Kataru i Jordanii, została reprezentacja Togo z terminem 7 września, mimo faktu, iż na 4 września narodowy zespół Togo miał zaplanowany mecz z Botswaną w ramach eliminacji do Pucharu Narodów Afryki 2010. W zakontraktowaniu meczu pośredniczył Singapurczyk Wilson Raj Perumal. Sędzią głównym był arbiter z Nigru, Ibrahim Chaibou.
Przed rozpoczęciem spotkania przedstawiciele Togo poprosili o niewywieszanie flag i nieodgrywanie hymnów państwowych. Ponadto Togo wystąpiło w strojach, które nie zostały wyprodukowane przez sponsora technicznego reprezentacji. Spotkanie nie było transmitowane w telewizji.

## Mecz
Mecz odbył się przy dużej wilgotności powietrza. Bahrajn zdobył trzy bramki, jednakże sędzia nie uznał pięciu goli Bahrajńczyków, odgwizdując spalone. Selekcjoner Bahrajnu – Josef Hickersberger – przyznał, że rywale nie byli przygotowani do meczu pod względem fizycznym na pełne 90 minut.

### Raport
| 7 września 2010 | Bahrajn · 9', 44' Okwunwanne · 66' (k) Abdullatif | 3:02:0Raport | Togo | Malab al-Bahrajn al-watani, Ar-Rifa Sędzia: Ibrahim Chaibou (Niger) |
|                 |                                                   |              |      |                                                                     |

|                     |  |                       |  |
|                     |  |                       |  |
| BR                  |  | Abbas Ahmad Chamis    |  |
| OB                  |  | Muhammad Husajn       |  |
| OB                  |  | Sajjid Muhammad Adnan |  |
| OB                  |  | Salman Isa            |  |
| OB                  |  | Abdullah Omar         |  |
| OB                  |  | Fauzi Mubarak Ajisz   |  |
| PO                  |  | Hamad Rakea Al Anezi  |  |
| PO                  |  | Muhammad Hubajl       |  |
| PO                  |  | Abdulwahab al-Safi    |  |
| PO                  |  | Abdullah Baba Fatadi  |  |
| NA                  |  | Jaycee Okwunwanne     |  |
| Rezerwowi:          |  |                       |  |
| OB                  |  | Abbas Ajad            |  |
| PO                  |  | Husajn Maki           |  |
| NA                  |  | Ahmed Taleb           |  |
| NA                  |  | Ismail Abdullatif     |  |
| NA                  |  | Abdulla Al-Dakeel     |  |
| Trener:             |  |                       |  |
| Josef Hickersberger |  |                       |  |

|  |  |  |  |
|  |  |  |  |

## Następstwa
Po meczu przedstawiciele reprezentacji Bahrajnu skarżyli się na niski poziom sportowy Togo. Podejrzenia co do organizacji spotkania wywołał prezes togijskiej federacji, Seyi Memene, który odpowiedział, iż tamta reprezentacja była „fałszywa”, on sam nie wysyłał żadnych zawodników do Bahrajnu, a piłkarze uczestniczący w meczu 7 września nie są mu znani. Minister sportu Togo – Christophe Tchao – dodał, iż w jego kraju nikt nie został poinformowany o spotkaniu i będzie prowadzone dochodzenie mające na celu odkrycie osób zaangażowanych w sprawę, a także przekazanie sprawy do FIFA.
Za organizację i przebieg meczu odpowiadał Wilson Raj Perumal, właściciel przedsiębiorstwa Football 4 You International. Perumal zajmował się organizacją spotkań piłkarskich, a w 1995 roku został za ustawianie meczów w Singapurze skazany na karę pozbawienia wolności. Perumal nawiązał współpracę z byłym selekcjonerem reprezentacji Togo, Baną Tchanilém, który już wcześniej wystawił podobną fałszywą reprezentację na turnieju w Egipcie (za co w sierpniu 2010 roku został przez togijską federację zawieszony na trzy lata). Tchanilé zorganizował na mecz z Bahrajnem grupę piłkarzy, z których każdy otrzymał po pięćset dolarów. Wszystkie wydatki w kwocie 60 tysięcy dolarów, wliczając w to lot i hotele, pokrył Perumal.
Perumal w późniejszym czasie przyznał, że sędzia Ibrahim Chaibou był przekupiony, a jego celem było utrzymanie najniższego możliwego wyniku. Perumal bowiem we współpracy z „Danem” Tanem Seetem Engiem utworzył specjalny zakład bukmacherski, w myśl którego w meczu nie mogło paść powyżej trzech goli.
Parumal po 2010 roku uczestniczył w ustawianiu meczów piłkarskich w Finlandii, gdzie następnie trafił do więzienia. Później napisał książkę ujawniającą proceder, w którym uczestniczył, a korzystając z programu ochrony świadków, zamieszkał w Budapeszcie. Bana Tchanilé w listopadzie 2010 roku został aresztowany i skazany na osiem miesięcy pozbawienia wolności, a w 2016 roku został dożywotnio ukarany zakazem wykonywania zawodu trenera. Z kolei w 2018 roku Ibrahim Chaibou za udział w ustawianiu meczów został dożywotnio zawieszony przez FIFA.
W 2020 roku powstał film dokumentalny Przekręt: Piłkarska drużyna widmo, przybliżający okoliczności meczu Bahrajn – Togo.